# Fabrieksaardappel

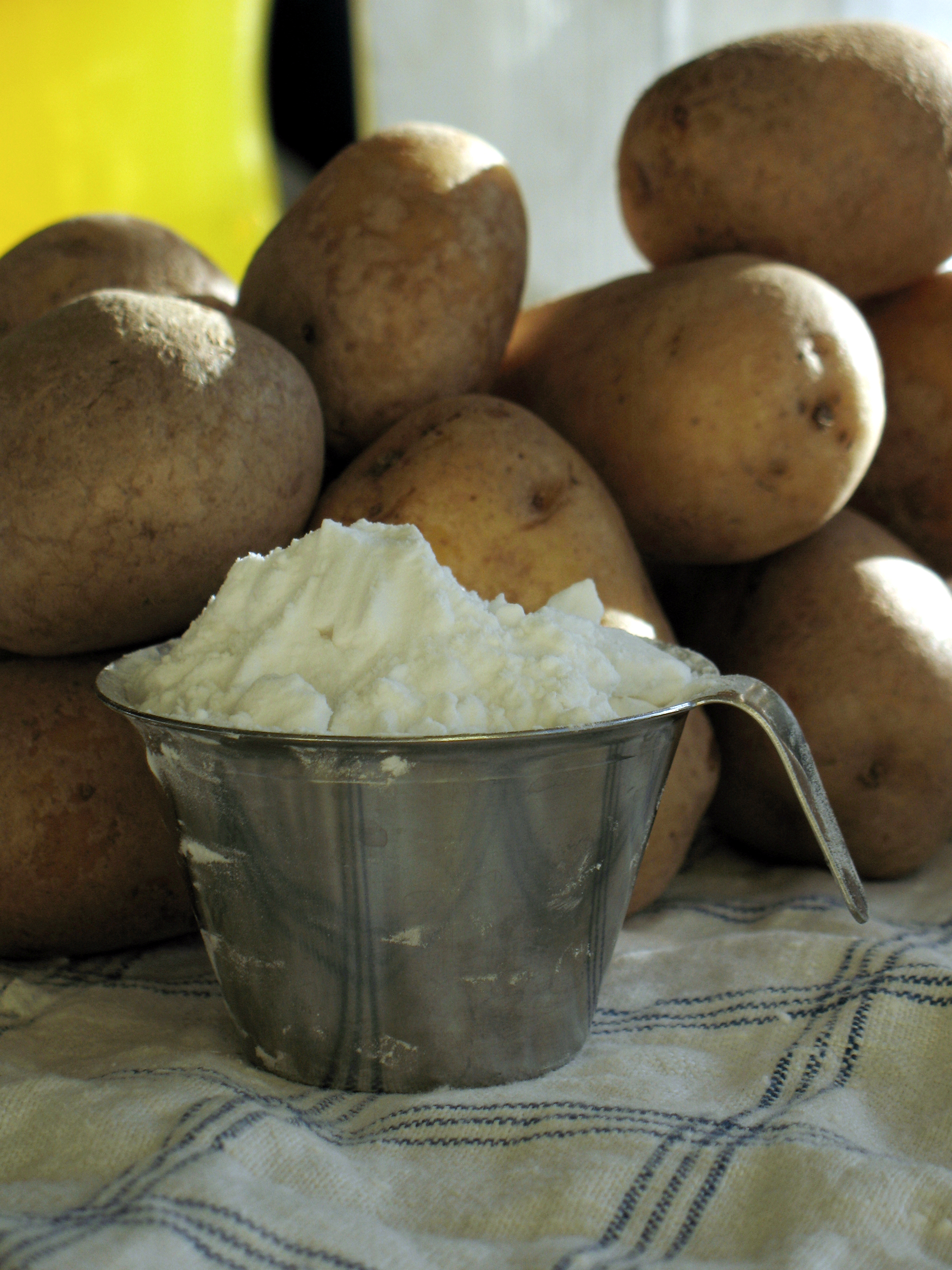
Fabrieksaardappels en het daaruit te winnen zetmeel

Fabrieksaardappel is de benaming die van oudsher gegeven wordt aan de aardappels die geteeld worden om verwerkt te worden tot aardappelmeel of andere producten. De fabrieksaardappel bestaat voor ongeveer een vijfde uit zetmeel.

## Nederland
De teelt van fabrieksaardappelen vindt voornamelijk plaats in de Veenkoloniën. In die streek, te Veendam, is ook het hoofdkantoor van Avebe de voornaamste Europese verwerker van fabrieksaardappelen gevestigd.
In Nederland worden fabrieks- of zetmeelaardappelen verbouwd op ruim 40.000 hectare grond. De gemiddelde opbrengst ligt tussen de 40 en 45 ton aardappelen per hectare. Dit impliceert een jaarlijkse opbrengst van ruim 1,8 miljoen ton. De provincie met de hoogste fabrieksaardappelteelt is Drenthe gevolgd door Groningen. Sinds 2000 neemt zowel het verbouwd oppervlakte als de totale opbrengst aan fabrieksaardappelen af.
De aardappelknol bestaat voor 75-80% uit water. Bij het bewaren verliezen de knollen gewicht voornamelijk als een gevolg van vochtverlies maar ook door aantasting van ziekten. Bij een temperatuur van 5-6°C blijft de aardappel het best bewaard.
Het droge-stofgehalte van de knol wordt vooral bepaald door de mate waarin de cellen zijn gevuld met zetmeel. Ongeveer driekwart van de droge stof is zetmeel en voor de rest bestaat dit voornamelijk uit eiwit en suikers. Het eiwit is een belangrijk bijproduct dat bij de verwerking van zetmeelaardappelen wordt gewonnen. Suikers zijn nadelig want dit gaat ten koste van de hoeveelheid zetmeel, de gebruikte rassen worden hierop geselecteerd.

## Geschiedenis
Omstreeks 1775 was de aardappelteelt al flink ontwikkeld in Nederland. Eerst waren ze voornamelijk bestemd voor de consumptie, maar vanaf 1840 werd overgegaan op de teelt van de fabrieksaardappel. De naam van Willem Albert Scholten is hier aan verbonden, hij begon rond 1845 zijn industrieel imperium te ontwikkelen. Hij liet zijn eerste zetmeelfabriek 'Eureka' in Foxhol bij Hoogezand bouwen. In de tweede helft van de 19e eeuw de fabrieksaardappel een van de belangrijkste landbouwgewassen in Groningen. Honderden boeren met duizenden landarbeiders leverden aan de fabrieken. De aardappelen werden met de hand gerooid, het was seizoenswerk waarbij de hele familie was betrokken. Later kwam de mechanisatie die veel van het werk overnam. Werd omstreeks 1870 jaarlijks circa 50.000 ton zetmeelaardappelen verwerkt, rond 1920 was dit al opgelopen tot 500.000 ton en aan het begin van de 21e eeuw was dit twee miljoen ton.

## Trivia
Consumptieaardappelen die industrieel verwerkt worden tot friet, puree en dergelijke worden soms ook fabrieksaardappel genoemd.